# Edward Codrington
Edward Codrington (Dodington, 27 april 1770 - Londen, 28 april 1851) was een Brits admiraal uit de 18e en 19e eeuw.

## Biografie

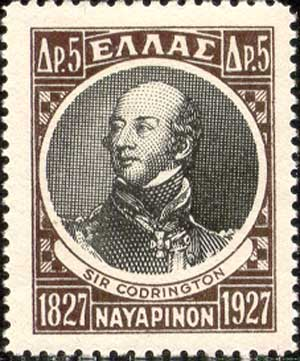
Codrington op een Griekse postzegel van 5 drachme uit 1927.

Codrington voerde het bevel over de Britse vloot in de Middellandse Zee, en leverde een belangrijk aandeel in de Slag bij Trafalgar in 1805. Toen in 1827, tijdens de Griekse Onafhankelijkheidsoorlog, de Turken hooghartig weigerden een bestand met de Griekse opstandelingen te sluiten, vervoegde hij zich met zijn strijdkrachten bij de Franse en Russische admiraals om een einde te stellen aan de wreedheden waaraan Ibrahim Pasja zich schuldig maakte in de Peloponnesos tegen de Griekse bevolking. Daarom ging de geallieerde vloot nabij Navarino een confrontatie aan met de Turkse vloot: de Zeeslag bij Navarino. In drie uur tijd was drie vierde van de Turkse vloot gekelderd.
Dit energieke optreden maakte de naam van Codrington populair in heel Europa. In eigen land stuitte hij echter op felle kritiek van het conservatieve kabinet dat toen aan de macht was. Men beschuldigde hem van machtsmisbruik en eigengereidheid en in 1828 werd hij teruggeroepen naar Engeland. Pas na de troonsbestijging van koning Willem IV werd Codrington in eer hersteld.

## Militaire loopbaan
- Lieutenant: 28 mei 1793
- Commander: 7 oktober 1794
- Post-captain: 6 april 1795
- Rear Admiral: 4 juni 1814 (van de blauwe)
- Rear Admiral: 12 augustus 1819 (van de rode)
- Vice Admiral: 10 juli 1821

## Onderscheidingen
- Ridder Commandeur in de Orde van het Bad in 1815
- Gouden Legerkruis
- Naval General Service Medal (1847)
- Orde van Sint-George, 2e klasse

- Gemeinsame Normdatei: 11769181X
- International Standard Name Identifier: 0000 0000 5336 6568
- Library of Congress Control Number: nr2001016712
- Nationale Bibliotheek van Israël: 987007289477505171
- Nederlandse Thesaurus van Auteursnamen: 070961611
- SNAC: w60v8txh
- Virtual International Authority File: 57398877
- WorldCat: E39PBJqfGgwYcky7pkX484ycfq